# Бобівник трилистий
Бобівни́к трили́стий (Menyanthes trifoliata L.) — багаторічна трав'яниста рослина монотипічного роду бобівник родини бобівникових з довгим, товстим, повзучим кореневищем, яке у верхній висхідній частині має 2(З) листки.

## Опис

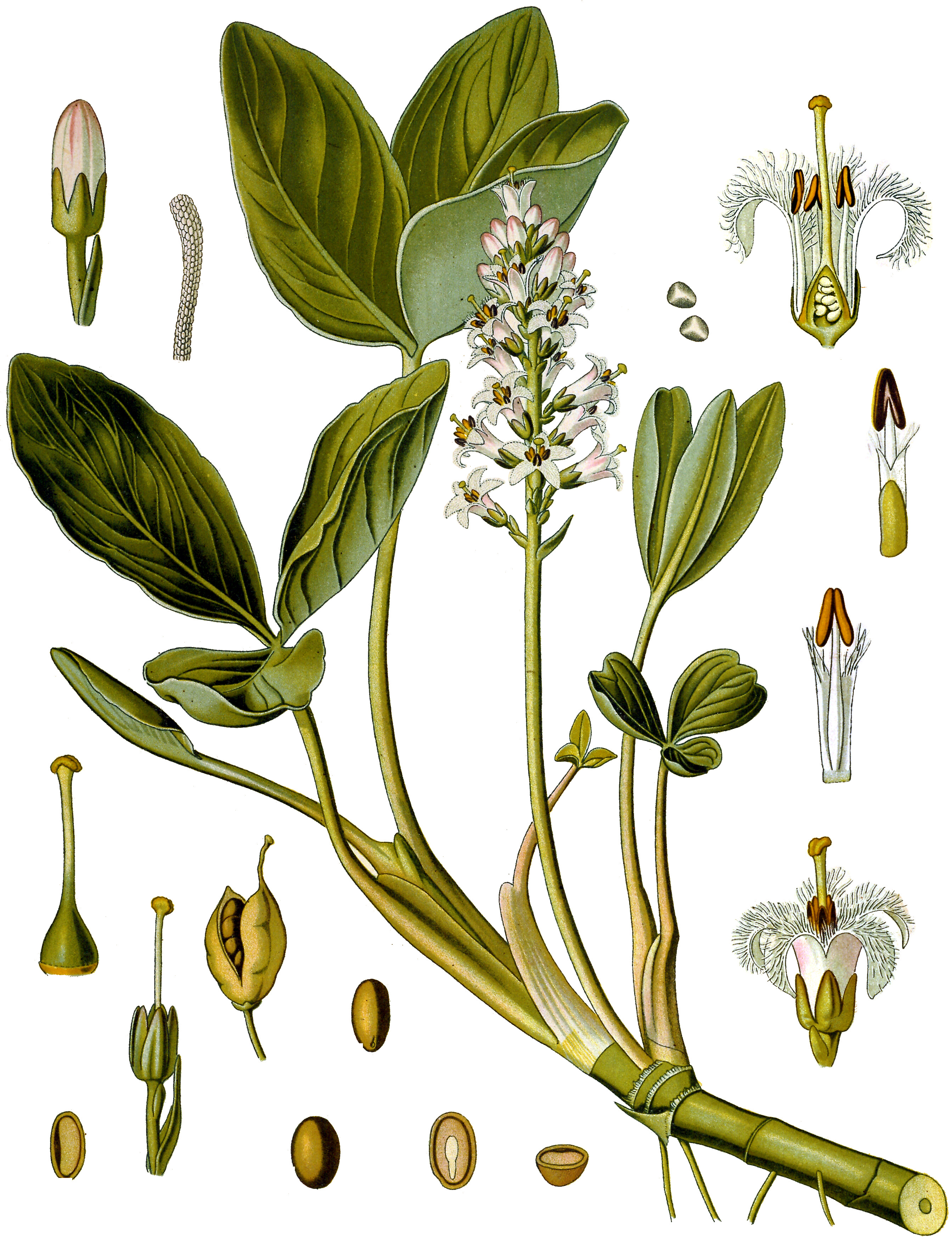

Кореневища зазвичай в мулі, але іноді плавають.
Листки чергові, складні, трійчасті, з овальними, цілокраїми листочками (2.5—10 см завдовжки) на довгих, 12–20(30) см, черешках. Розташовані біля основи стебла, де переходять стеблообгортну піхву.
Квітки правильні, зрослопелюсткові, блідо-рожеві, зібрані у китиці на верхівці довгого, безлистого стебла. Чашечка п'ятироздільна, з яйцеподібно-ланцетними, тупуватими лопатями.
Віночок (10–16 мм завдовжки) лійкоподібний, п'ятироздільний, блідо-рожевий або білий. Лопаті його ланцетні, загострені, з внутрішнього боку волохаті.
Тичинок п'ять, маточка одна, з верхньою зав'яззю, довгим, тонким стовпчиком.
Плід — широкояйцеподібна або овальна коробочка 6–7 мм у діаметрі, яка звужена на верхівці.
Насіння округле, 2–2.5 мм у діаметрі, гладке.
Цвіте у травні — червні.
Розмножується насінням і вегетативно — відрізками кореневищ. 

## Поширення
Росте бобівник у Марокко, Європі (Данія, Фінляндія, Велика Британія, Ірландія, Ісландія, Норвегія, Швеція, Австрія, Бельгія, Швейцарія, Чехія, Німеччина, Угорщина, Нідерланди, Польща, Словаччина, Росія, Білорусь, Естонія, Литва, Латвія, Молдова, Україна, Болгарія, Греція, Хорватія, Італія, Румунія, Сербія, Словенія, Іспанія, Франція [у т. ч. Корсика], Португалія), на всій голарктичній частині Азії (Афганістан, пн. і сх. Туреччина, Вірменія, Азербайджан, Грузія, Казахстан, Монголія, Китай, Корея, Японія, Індія [Джамму і Кашмір], Непал, Росія) й Північної Америки (Канада, США, Гренландія).
Поширений майже по всій Україні, у степу рідко. Росте бобівник у вільшняках, на лісових болотах і заболочених луках, а також уздовж струмків та канав. Тіньовитривала рослина.
Заготівля можлива у Волинській, Рівненській, Житомирській, Сумській і Харківській областях, на півночі Київської, Чернігівської областей. Запаси сировини значні.

## Практичне використання
Лікарська, харчова, медоносна, фарбувальна рослина.
У науковій медицині з лікувальною метою використовують листки бобівника — Folium Trifolii fibrini. Вони містять глікозиди меніантин і мематин, сапоніни, пектин, жирну й ефірну олію, вітамін С, дубильні та інші речовини, мікроелементи. Листки використовують длія збудження апетиту, підсилення шлункової секреції, поліпшення травлення, вони входять до складу жовчогінних, проносних і заспокійливих чаїв. Препарати бобівника призначають також для підвищення тонусу, при диспепсії, мігренях. Екстракт з листків іде для приготування пілюль.
У народній медицині листки застосовують при хворобах шлунка, туберкульозі легень, простуді, недокрів'ї, геморої, задусі, як потогінне, від проносу, при кровотечах з легень, пропасниці, проти цинги, золотухи й грижі, при жовчнокам'яній хворобі.
У ветеринарії застосовують як глистогінний засіб, напувають відваром тварин від простуди.
Листки бобівника використовують у пивоварінні для падання приємного смаку пиву та для приготування лікерів. Бобівник — непоганий літній медонос, охоче відвідується бджолами. Листки бобівника дають зелену фарбу.

## Збирання, переробка та зберігання
Збирають листки без черешків під час цвітіння, зрізуючи їх ножами або серпами. Густі зарості скошують, після чого вибирають листки. Після попереднього пров'ялювання їх сушать на горищах під залізним [дах]ом, наметами з хорошою вентиляцією або в сушарках при температурі 50-60°, розстилаючи тонким шаром на папері, тканині або решетах. Сухі листки пакують у тюки вагою по 50 і 100 кг. Зберігають у сухих, добре провітрюваних приміщеннях. Строк зберігання — два роки.

## Назва
Назва Menyanthes походить від слів дав.-гр. μηνύω — «розкриття» і ἄνθος — «квітка», що вказує на послідовне розкриття квіток на суцвітті. Видова назва утворена від слів лат. tri- — «три» і foliātus — «-листий».
Українські місцеві назви: бібник, трилисник, бабенник, бобовник, бобрик, бобрівник, вербичка, капуста заяча, конюшина, трилисник, трилистник, трифолія, трифоль, тройзілля, та ін..